# Ołtarz z Ortenberga
Ołtarz z Ortenberga – przykład malarstwa tablicowego doby gotyku. Dzieło to zostało namalowane przez anonimowego artystę działającego na terenie dzisiejszej Hesji zwanego Mistrzem Ołtarza z Ortenberga.
Ołtarz pochodzi z parafialnego kościoła w Ortenbergu, w Hesji. Prawdopodobnie został namalowany w  Moguncji około 1430 roku. Dzieło znajduje się w zbiorach Hessisches Landesmuseum w Darmstadt.
Dzieło to niegdyś miało formę tryptyku o wymiarach 100 x 162 cm (część środkowa), oraz 100 x 81 cm (skrzydła boczne). Obrazy namalowane są na desce jodłowej, techniką tempery.
Środkowy obraz łączy dwa wątki ikonograficzne związane z Marią - Sacra Conversazione oraz Rodzinę Marii.
Maria została ukazana pośrodku kompozycji, jako Madonna z Dzieciątkiem, którą wyróżnia korona. Dzieciątko Jezus stoi na kolanach swojej matki, kieruje swój wzrok do Świętej Elżbiety, która obejmuje małego Jana Chrzciela. Matka Boska zwraca swój wzrok ku adorującej ją Świętej Agnieszki, która wręcza Marii kwiat lilii. Jej atrybutem jest także Baranek. Grupę świętych dziewic reprezentują także siedzące w dolnym rzędzie po prawej stronie Święta Barbara (z kielichem i wieżą) i Święta Dorota (z koszyczkiem kwiatów). Ponadto w dolnym rzędzie po lewej stronie siedzi Maria Salome z dwójką synów Jakubem Starszym oraz Janem.
W górnym rzędzie zostali kolejno: Maria Kleofasowa z czwórką synów (Jakub Młodszy, Józef Sprawiedliwy, oraz Szymon i Juda Tadeusz, Emerentia (matka św. Anny),  Święta Anna z księgą, (matka Marii, Marii Kleofasowej i Marii Salome), Józef, Maria, św. Elżbieta, Esmeria przewijająca przędzę z wrzeciona na motowidło (siostra św. Anny i matka Elżbiety) oraz Święty Serwacy - biskup Maastricht w stroju pontyfikalnym.

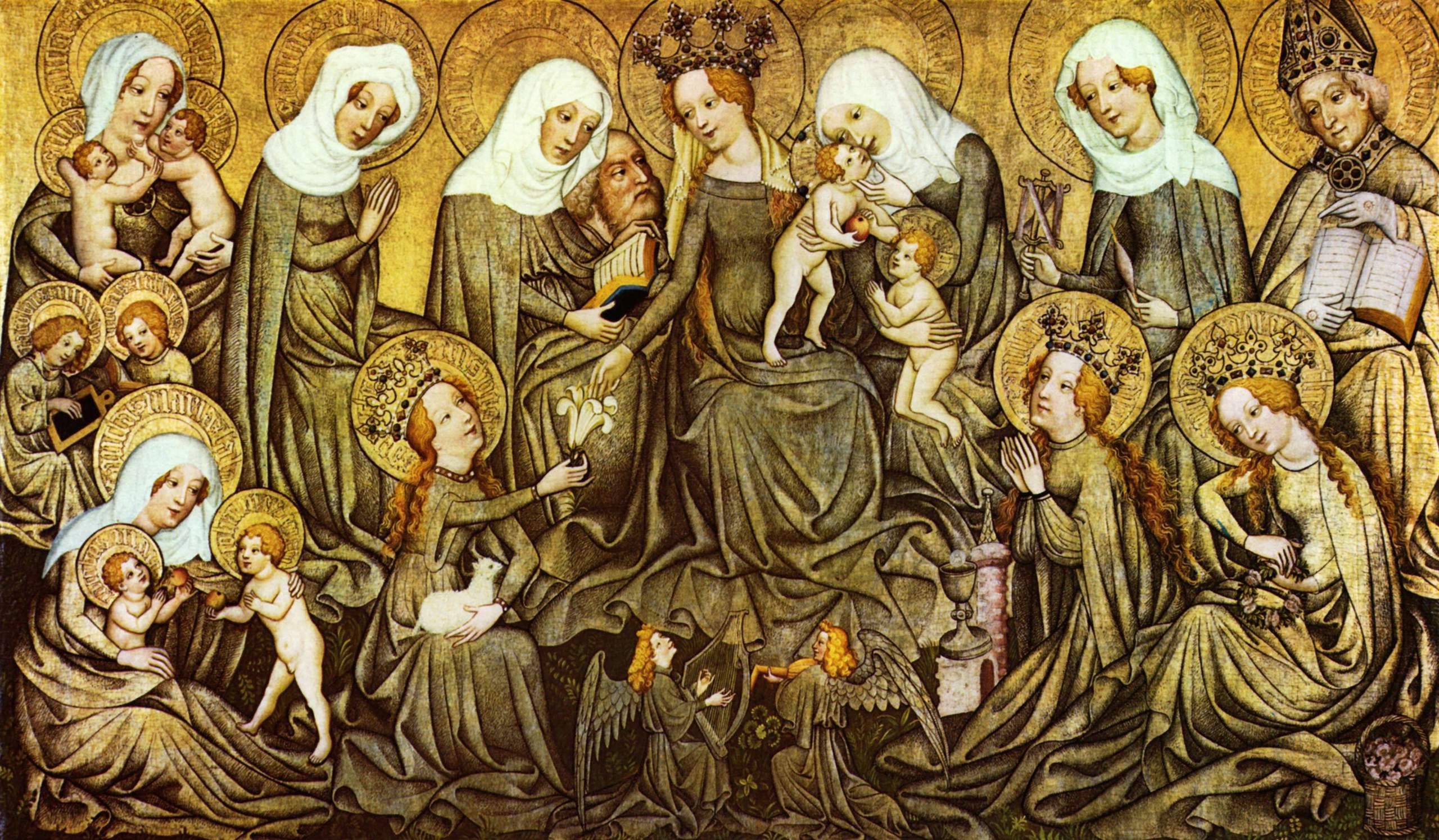
Ołtarz z Ortenberga - widok na środkowa część

Na skrzydłach bocznych znajdują się sceny Bożego Narodzenia (lewe skrzydło) oraz Pokłonu Trzech Króli. 
Dzieło to charakteryzuje się specyficzną kolorystyką. Dominują tonacje oliwkowe, zielone i koloru khaki, które kontrastują z niewielkimi akcentami pomarańczy i żółci oraz ze złotym tłem. Płaskim reliefem zaakcentowano nimby z minuskułowymi titulusami identyfikujące poszczególnych świętych. Silnie zaakcentowane linearne układy fałd nadają ruch kompozycji, za pomocą subtelnego modelunku światłocieniowego artysta dąży do przestrzenności. To może potwierdzać zainteresowanie twórcy ołtarza ówczesnym malarstwem książkowym. Twarze postaci są mocno idealizowane, ponadto postaci cechuje liryzm, w sposób wysublimowany nadano obrazom dworski nastrój. Cechy te charakteryzują nurt w malarstwie i rzeźbie przełomu XIV i XV wieku zwanym stylem pięknym.